# Chico 50 Anos: O Amante
Compilação de músicas românticas gravadas por Chico Buarque, da série Chico 50 Anos, lançada em 1994.

## Faixas
| N.º | Título                               | Compositor(es)             | Ano de gravação | Duração |  |
| 1.  | "Atrás da Porta"                     | Chico Buarque/Francis Hime | 1972            | 02:44   |  |
| 2.  | "Tatuagem"                           | Chico Buarque/Ruy Guerra   | 1973            | 02:51   |  |
| 3.  | "Olhos nos Olhos"                    |                            | 1976            | 04:26   |  |
| 4.  | "Com Açúcar, Com Afeto"              |                            | 1975            | 02:53   |  |
| 5.  | "Sem Fantasia" (Voz: Maria Bethânia) |                            | 1975            | 03:26   |  |
| 6.  | "Mil Perdões"                        |                            | 1984            | 03:47   |  |
| 7.  | "Bastidores"                         |                            | 1980            | 02:31   |  |
| 8.  | "Trocando em Miúdos"                 | Chico Buarque/Francis Hime | 1978            | 03:26   |  |
| 9.  | "De Todas as Maneiras"               |                            | 1980            | 01:41   |  |
| 10. | "Pedaço de Mim" (Voz: Zizi Possi)    |                            | 1978            | 02:14   |  |
| 11. | "Não Sonho Mais"                     |                            | 1980            | 03:54   |  |
| 12. | "Tira as Mãos de Mim"                | Chico Buarque/Ruy Guerra   | 1973            | 02:29   |  |
| 13. | "Cala a Boca, Bárbara"               | Chico Buarque/Ruy Guerra   | 1973            | 04:13   |  |
| 14. | "Bárbara" (Voz: Caetano Veloso)      | Chico Buarque/Ruy Guerra   | 1972            | 03:47   |  |